# Nagari Durian Tinggi
Nagari Durian Tinggi is een bestuurslaag in het regentschap Pasaman van de provincie West-Sumatra, Indonesië. Nagari Durian Tinggi telt 5101 inwoners (volkstelling 2010).